# Milaimys Marín
Milaimys de la Caridad Marín Potrillé (16 de marzo de 2001) es una deportista cubana que compite en lucha libre. Participó en los Juegos Olímpicos de París 2024, obteniendo una medalla de bronce en la categoría de 76 kg.

## Palmarés internacional
| Año                         | Lugar            | Medalla           | Categoría        |
| Juegos Olímpicos            | Juegos Olímpicos | Juegos Olímpicos  | Juegos Olímpicos |
| --------------------------- | ---------------- | ----------------- | ---------------- |
| 2024                        | París (Francia)  | Medalla de bronce | 76 kg            |
| Juegos Panamericanos Junior |                  |                   |                  |
| 2021                        | Cali (Colombia)  | Medalla de oro    | 76 kg            |